# Алоїз фон Еренталь
Алоїз фон Ерента́ль (повне ім'я Алоіз Леопольд Іоганн Баптист, граф Лекса фон Еренталь нім. Aloys (Alois) Leopold Johann Baptist, Graf Lexa von Aehrenthal; * 27 вересня 1854, Гросскаль, Богемія — † 17 лютого 1912, Відень) — граф, міністр закордонних справ Австро-Угорщини, зусиллями якого була підготовлена анексія Боснії і Герцеговини. Цей політичний акт викликав загострення відносин між Росією і Сербією, з одного боку, та Австро-Угорщиною, з другого, потягнув за собою ускладнення в міжнародних відносинах європейських держав, відоме під назвою Балканської кризи.

## Біографія
Кар'єрний дипломат, походив з сім'ї торговця зерном (Еренталь перекладається як «долина злаків»). У 1895—1898 був посланником у Бухаресті, в 1899—1906 посол у Санкт-Петербурзі, в 1906—1912 — міністр закордонних справ Австро-Угорщини. Отримав графський титул за успішну дипломатію, що привела до анексії Боснії і Герцеговини Австро-Угорщиною.
Як міністр закордонних справ Австро-Угорщини Алоїз фон Еренталь зіграв ключову роль у підготовці анексії Австро-Угорщиною Боснії і Герцеговини в 1908. Згідно з Берлінською угодою 1878 року Австро-Угорщина отримала права на Боснію і Герцеговину, але не наважувалася ними скористатися. На зустрічі в замку Бухлов з міністром закордонних справ Росии А. П. Ізвольським фон Еренталь отримав завірення в тому що Росія не підтримуватиме домагання Сербії на ці землі в обмін на згоду Австро-Угорщини допустити військово-морський флот Росії в Середземне море через Дарданелли.

## Нагороди
- Кавалер Великого хреста Королівського угорського ордена Святого Стефана (Австро-Угорщина)
- Кавалер Великого хреста ордена Леопольда (Австро-Угорщина)
- Кавалер ІІІ класу ордена Залізної Корони (Австро-Угорщина)
- Кавалер ордена Серафимів (Швеція)
- Кавалер ордена Чорного орла (Пруссія)